# Narberth, Wales
Narberth är en ort och community i Storbritannien.   Den ligger i kommunen Pembrokeshire och riksdelen Wales, i den södra delen av landet, 300 km väster om huvudstaden London. Antalet invånare i Narberth community är 2 489.